# Séisme de 1927 à Tango
Le Séisme de 1927 à Tango (japonais : 北丹後地震) est un grand tremblement de terre qui s'est produit dans le nord de la préfecture de Kyoto le 7 mars 1927,. Le séisme a tué 2 925 personnes,,.